# Angry Machines
Angry Machines ist das siebte Studioalbum der US-amerikanischen Band Dio und wurde 1996 veröffentlicht.

## Entstehung des Albums
Nachdem Ronnie James Dio 1993 Strange Highways veröffentlicht hatte, ging er für drei Jahre auf Tournee. 1995, gegen Ende der Strange Highways-Tour, arbeitete er zeitgleich an einem neuen Studioalbum.
Angry Machines wurde von August 1995 bis März 1996 in den Total Access Studio in Kalifornien aufgenommen.
August 1995 wurde Jerry Best von Freak of Nature, die bereits während der Europa-Tour der Strange Highways-Tour als Aufwärmband spielten, für eine 5-Tage Tournee durch Südamerika angeheuert. Es hieß auch, dass er Bassist auf dem kommenden Album sein werde. Doch Anfang 1996 wurde er durch Jeff Pilson ersetzt, der für die Studioaufnahmen zurückkam. Laut Ronnie James Dios Angaben, die er in seiner Biografie machte, war God Hates Heavy Metal der einzige Song, bei dem Jerry Best auch zu hören ist. Das Album wurde von Ronnie James Dio persönlich produziert.
Im Sommer 1996 wurde von dem offiziellen Dio-Fanclub per Rundschreiben die Titelliste veröffentlicht. Auf dem war das Lied God Hates Heavy Metal aufgeführt, doch der Titel wurde nur für die japanische Fassung als Bonustitel veröffentlicht. Ebenfalls wurde der Titel Hunter of the Heart nicht erwähnt.
Anfangs wurde für die Veröffentlichung der April 1996 datiert, doch es wurde nach Problemen erst am 23. September 1996 für Europa und Japan und am 15. Oktober 1996 für die USA veröffentlicht.

## Titelliste
1. Institutional Man – 5:09
2. Don’t Tell the Kids – 4:18
3. Black – 3:10
4. Hunter of the Heart – 4:13
5. Stay Out of My Mind – 7:11
6. Big Sister – 5:35
7. Double Monday – 2:55
8. Golden Rules – 4:54
9. Dying in America – 4:38
10. God Hates Heavy Metal – 3:49 (Bonustitel der japanischen Fassung)
11. This Is Your Life – 3:24

## Musikstil und Ablehnung der Fans
Angry Machines wird als das schlechteste Dio-Album nach Strange Highways von vielen Fans bewertet. Musikalisch gesehen geht es noch einen Schritt weiter als der Vorgänger und weist eine deutlich härtere Spielweise auf (mit Ausnahme von This Is Your Life, welches eine Ballade ist).

## Trivia
- Das Lied Stay Out of My Mind ist das einzige, was jemals in der Bandgeschichte von Dio ohne Ronnie James Dio geschrieben wurde, da es ursprünglich für ein Soloprojekt des Bassisten Jeff Pilson geplant war, aber später von Dio übernommen wurde.
- Das Album ist Reg Walters gewidmet.
- Das Bandfoto, das im Booklet abgedruckt ist zeigt die Mitglieder ohne Jeff Pilson. Das lag daran, dass Pilson zu dieser Zeit mit einem Soloprojekt beschäftigt war, die Band aber darauf bestand, dass er mit abgelichtet wird. Die Plattenfirma wollte nicht warten, daher entstand das Bild ohne Pilson.
- Laut Dios Angaben entstanden die Songtexte durch Themen, die er aus Tageszeitungen aufgegriffen hatte.
- Für dieses Album existieren einige Demoversionen, die große Unterschiede zu den finalen Versionen aufweisen. So wurde das Lachen von Kindern in Don't Tell the Kids hinzugefügt und dafür der Schlussteil weggelassen und This Is Your Life wurde von einer Violine, statt einem Piano begleitet. Das Bass-Intro aus Hunter of the Heart fehlt ebenfalls und wurde durch ein kurzes Gitarrenspiel von Grijalva ersetzt.